# Albert Pieczonka
Albert Emil Theodor Pieczonka (* 10. Februar 1828 in Königsberg (Preußen); † 12. April 1912 in New York City) war ein aus Ostpreußen stammender Pianist, Komponist und Musikpädagoge.

## Leben und Werk
Albert Pieczonka studierte am Leipziger Konservatorium Klavier bei Ignaz Moscheles, außerdem Komposition. 1858 übersiedelte er nach London und wirkte dort als Pianist mit Schwerpunkt auf dem Werk Ludwig van Beethovens sowie als Komponist und Lehrer. 1880 zog Pieczonka nach New York und gründete dort mit seiner Frau und sechs Töchtern das Kempa Ladies' Orchestra, mit dem er von 1882 bis 1887 durch die Vereinigten Staaten und die kanadischen Seeprovinzen tourte.
Das kompositorische Schaffen von Pieczonka umfasst hauptsächlich Konzertstücke und Salonmusik für das Klavier. 1879 veröffentlichte er zehn Danses de Salon für Klavier, darunter eine Tarantella in a-Moll, die als pädagogisches Vortragsstück bis in heutige Zeit präsent ist.